# Emily de Jongh-Elhage
Emily de Jongh-Elhage, född 1946, är en nederländsk politiker. 
Hon var premiärminister i Nederländska Antillerna 2006–10. 
Hon är medlem i Council of Women World Leaders. 